# Prix Guy-L'Écuyer
Le prix Guy-L'Écuyer était une distinction du cinéma québécois créée en 1987 par Les Rendez-vous du cinéma québécois à la mémoire du comédien Guy L'Écuyer. Il était décerné au début de chaque année au meilleur acteur ou à la meilleure actrice ayant joué dans un film québécois de l'année précédente.
Ils ont été remplacés en 1999 par les prix Jutra. 

## Lauréats
- 1987 - Roger Lebel, Un zoo, la nuit de Jean-Claude Lauzon
- 1988 - Marie Tifo, Kalamazoo d'André Forcier
- 1989 - Denis Bouchard, Les Matins infidèles de Jean Beaudry
- 1990 - Andrée Lachapelle, Comme un voleur de Michel Langlois
- 1991 - Rita Lafontaine, L'Homme de rêve de Robert Ménard
- 1992 - Élise Guilbault, Cap Tourmente de Michel Langlois
- 1993 - Geneviève Bujold, Mon amie Max de Michel Brault
- 1994 - Hugo Dubé et Pierre Rivard, Octobre de Pierre Falardeau
- 1997 - Louise Portal, Sous-sol
- 1998 - Tony Nardi, La Déroute